# TSV 1860 München
TSV 1860 München, kolokvijalno poznat pod nazivom 1860 München njemački je nogometni klub sa sjedištem u Münchenu u Bavarskoj. U sezoni 2019./20. se natječu u 3. ligi., nakon što je 2017. godine izbačen iz 2. Bundeslige i zbog gubitka licence pao u Regionalligu Bayern. U 2. Bundesligi igrao je od sezone 2003./04. Klub je bio jedan od osnivača Bundeslige godine 1963. te igrao ukupno 20 sezona u prvoj ligi.

## Klupski uspjesi

### Domaći uspjesi
- Prvak Njemačke 1965./66.

### Europski uspjesi
Kup pobjednika kupova:
- Finalist (1): 1964./65.

## Vanjske poveznice
- Službene stranice kluba